# Тамбора (культура)
Тамбора — исчезнувшее поселение и название археологической культуры. Поселение существовало на острове Сумбава и было полностью уничтожено лавой и пирокластическими потоками в результате катастрофического извержения в апреле 1815 года стратовулкана Тамбора. В поселении проживало около 10 тысяч жителей.
В результате раскопок обнаружена керамическая посуда, бронзовые чаши, стеклянные бутылки, дома и останки людей, погребённых под вулканическим пеплом, подобно тому, как это было в Помпеях. Сведения об обычаях и языке местных поселенцев почти не сохранились — западные исследователи познакомились с ней лишь за несколько лет до её исчезновения. Известен лишь один короткий список слов тамборского языка. Предполагается, что тамборцы торговали с Индокитаем, поскольку во Вьетнаме обнаружена керамика сходного типа.